# General Conesa (Buenos Aires)
General Conesa is een plaats in het Argentijnse bestuurlijke gebied Tordillo in de provincie Buenos Aires. De plaats telt 1.749 inwoners.